# 通崎睦美
通崎 睦美（つうざき むつみ、1967年5月23日 - ）は、日本のマリンバ奏者、木琴奏者、随筆家。京都市下京区出身。
京都市立醒泉小学校、同志社中学校、京都市立堀川高等学校（音楽科）、京都市立芸術大学音楽学部卒業。同大学院音楽研究科修士課程修了。

## 略歴
風呂敷の縫製を生業とする家に次女として生まれる。5歳よりマリンバを始める。1991年にコンサートデビュー。これまでに、ピアノ、ヴァイオリン、アコーディオン、箏、三弦など様々な楽器やダンスとのデュオを結成。また、マリンバ・トリオでの演奏や、オーケストラとの共演なども行っている。
デビュー以来、セルフプロデュースのもとマリンバ演奏のコンサートを続けてきたが、2005年2月、東京フィルハーモニー交響楽団定期演奏会（井上道義指揮）にて、1944年に木琴奏者の平岡養一が初演した「木琴協奏曲」（紙恭輔作曲）を平岡本人の木琴で演奏。それがきっかけで、その木琴と500曲以上もの楽譜やマレットを遺族から譲り受けることとなり、以降、木琴奏者としても活動を本格化させている。2007年7月、京都市交響楽団の演奏会（下野竜也指揮）において、「木琴協奏曲〜夏の雲走る」（林光作曲）を初演、8月に木琴による初のCDを発表した。
文筆活動では、2012年に「忘れられた響き 木琴王・平岡養一」が第19回小学館ノンフィクション大賞最終候補となり、2013年、同作を改稿した『木琴デイズ 平岡養一「天衣無縫の音楽人生」』を出版、第36回サントリー学芸賞を受賞した。
銘仙を中心としたアンティーク着物の収集家としても知られている。2003年より浴衣ブランド「メテユンデ」のプロデュースを始める。2004年から2005年にかけては、着物から現代美術まで通崎の好みの品々を展示する「通崎睦美選展〜通崎好み」をアサヒビール大山崎山荘美術館など数か所で開催した。2006年には、「ほぼ日刊イトイ新聞」の企画により、腹巻きとブランケットのデザインをプロデュース。着物に関する著書も発表している。

## 賞歴
- 京都市立芸術大学大学院賞（1992年）
- 「通崎睦美2夜連続マリンバコンサート」（1993年） - 青山音楽賞
- 「通崎睦美マリンバリサイタル」（1998年） - 大阪文化祭賞、京都府あけぼの賞（2004年）、藤堂音楽褒賞（2007年）
- 『木琴デイズ 平岡養一「天衣無縫の音楽人生」』で第24回吉田秀和賞（2014年）、第36回サントリー学芸賞社会・風俗部門（2014年）[3]

## CD
- MUTSUMI 〜ソングス・フロム・エイジア（1995年）
- M×PIAZZOLLA（1999年）
- 届くことのない12通の手紙（2001年）
- 1935（2007年）
- スパイと踊子（2014年）

## 著書
- 天使突抜一丁目〜着物と自転車と（2002年、淡交社）- タイトルにある「天使突抜」は通崎が居住している京都市内の町名である。
- ソデカガミ 銘仙着物コレクション（2003年、PHP研究所）
- 通崎好み（2004年、淡交社）
- マリンバ練習帖（編著、2010年）
- 天使突抜367（2011年、淡交社）
- 木琴デイズ 平岡養一「天衣無縫の音楽人生」（2013年、講談社）
- 天使突抜おぼえ帖（2022年、集英社インターナショナル）

## 参考
- 通崎好み製作所 通崎睦美について
- 通崎睦美プロデュース ゆかたブランド METEYUNDE（メテユンデ）プロモーションサイト
- 天使突抜一丁目〜着物と自転車と（2002年、淡交社）